# 浦田博信
浦田 博信（うらた ひろのぶ、11月24日 - ）は、日本の作曲家・編曲家、歌手、ギタリスト、ラジオパーソナリティ。歌手天童よしみ出演で有名なノーベル製菓VC-3000のど飴や、伯方の塩など、わずか数秒で視聴者の耳に残るテレビCMソング（サウンドロゴ）を数多く手掛けている。

## 来歴・人物
大阪府出身。大阪府立清水谷高等学校卒業、大阪外国語大学（現・大阪大学）外国語学部ロシア語学科中退。高校生の時に同級生とヤマハ・ライト・ミュージック・コンテストに出場し全国大会2位に輝くなど早くから歌手や作曲家・編曲家、ギタリストとして活躍しており、1973年（昭和48年）細野晴臣・吉野金次のプロデュースで関西フォークメンバーで結成された『風コーラス団』（浦田と宇野博信、田中テルキ、水野隆志、木村恭子の5人）として第6回ヤマハポピュラーソングコンテスト（ポプコン）に出演。翌1974年の第7回ポプコンでは『まいだち』で、1975年の第8回ポプコンでは『麦畑』でいずれも入賞した。風コーラス団は1974年に初アルバム『愛色の季節』を出して、1976年に解散した。
1992年（平成4年）には、風コーラス団メンバーでシンガー・ソングライターとして多数のCM曲を手がけて「なにわのベートーベン」と呼ばれていた木村恭子とデュオ『Jalan-Jalan（ジャランジャラン＝インドネシア語で散歩の意）』を結成。デュオ名の通り「散歩のような“リラックス・アンビエント・ミュージック”」を制作し、アルバム『流れ着きし者の詩』を出す。次作『BALI dua』ではインドネシアロンボク島民の演奏も収め「世界中のアンビエント・ファンを魅了した」とあるのは同名の別ユニットのことである
風コーラス団として1973年ポプコン出場時からボーカルと「MC」トーク役を兼務するなど会話も得意なため、1992年に大竹まこと後任として朝日放送ラジオの音楽番組『ABCミュージックパラダイス』のラジオパーソナリティを担当。現在も大阪ミナミのFMラジオ局YES-fmで『浦田博信の古今東西音楽ウラ話』（毎週木曜22時〜23時）の番組を持っている。
大阪音楽短期大学やヤマハ音楽院（財団法人ヤマハ音楽振興会）、エイベックスなど多くの教育機関やレコード会社で若いアーティストを育成。スリーピースバンド「Sound_Schedule」、姉妹デュオ「Les.R」、男性デュオ「ひまり」、3人組ユニット「CORE OF SOUL」、韓国の歌手で俳優の「JONTE」ら多数を指導している。

## CMソング伯方の塩「秒殺作曲家」
浦田は強烈な印象で記憶に残るテレビCM曲を作るため、一瞬で視聴者の関心を奪う「秒殺作曲家」と呼ばれる。中でも、「♪は！か！た！のぉしおー」と叫ぶ伯方の塩のCMソングは1987年（昭和62年）当時「インパクトが強すぎるとの批判」がありスポンサー企業の伯方塩業は困惑したが、その後「小学生も口ずさんでくれる」ほど流行し人気となり、伯方塩業も「塩では日本で一番知られている」と高く評価した結果、30年以上経った現在も放送されている。
ただし、浦田は当時、週5日ペースでスタジオに入り、CM曲やカラオケ曲を「（5000曲を自称する）キダ・タローさんには負けるけど」「月に7、8本は作って」いるほど多忙のため、伯方の塩CMソングも「5～10分くらいで」作曲し「録音も10分くらいで終わった」作品に過ぎなかった。
そんな伯方の塩CMソングだが、手塩に掛けた思いから浦田は2019年（令和元年）現在も「二小節目の一拍目の音を間違えてる人が多い」と指摘し、オリジナルの譜面（DではなくB）をツイッターに掲載するほど、思いは変わらない。

## 主な作品

### アルバム
- 愛色の季節（『風コーラス団』として。『君は飛べるよ』を作詞・作曲）
- 音楽出版社 (2012-07-30)『流れ着きし者の詩』（CD 1枚）インディーズ、1992年。

### 作曲
- 木月京子の『遠い日の歌を』（作詞も）
- SHINSUKE-BANDの『カントリー・ボーイ』（島田紳助作詞）
- 林憶蓮の『I Love You につつまれて』（戀愛在不遠處等我）（編曲も）
- イーソン・チャン（陳奕迅、Eason Chan）の『遊離分子（Isolationistー孤立主義者）』[11]
- 和太鼓グループ打打打団 天鼓の『BASARA神姫』

### 編曲
- 広山敬子の『もしもしレモン色した髪のお嬢さん』（第14回ヤマハポピュラーソングコンテスト優秀曲賞[12]）
- 下村明彦の『自由になりたいために』（第14回ポプコン優秀曲賞[12]）
- 神門千鶴の『大好きなあなた…Mr.Ru』（第15回ポプコン川上賞[13]）
- 石野美都留の『男は男・女は女』[14]
- Wヤング（平川幸雄）の『女の法善寺』
- 渚ゆう子の『おんなの語り唄』
- 宮田麻衣の『あなたとわたしはハッピーエンド』『渚でRomance』
- 麻生よう子の『マイタイムトラベル』[15]
- 乙女隊の『アフェクション』[16]
- 小西麻衣子の『Gypsy』（第28回ポプコン優秀曲賞[17]）
- 尾崎和行の『…洋子』（第30回ポプコンと第16回世界歌謡祭と、いずれもグランプリ）
- 藤村篤志の『美辞麗華』（第31回ポプコン優秀曲賞[18]）
- 千賀研治の『パラダイス』（第31回ポプコン優秀曲賞[18]）
- 鳴門家寿美若の『舟唄やんれ』
- 円広志の『ハートスランプ二人ぼっち』（ABCテレビ（朝日放送）「探偵!ナイトスクープ」テーマソング）

### テレビ音楽・ラジオ音楽
- NHK銀河テレビ小説「幸福の設計」（原作阿木慎太郎、主演高松英郎・鈴木美江）[19]
- NHKFMドラマ「ことばはからっぽだから」、「老人たち」
- フジテレビ系「三枝の爆笑美女対談」
- テレビ朝日系「土曜ワイド劇場」、「スリ三姉妹シリーズ」、「女49歳の決算　オレの部屋に恋人の死体が…『なぜ急に冷たくなったんだ!』」

### テレビCM音楽
- 旭松食品→ミツカン「なっとういち」（♪においひかえめ なっとういち）
- 伯方の塩（♪は！か！た！のぉしおー[20]）
- ECC予備校（♪イーシーシーよびこぉー）
- メガネの愛眼（♪メガネの～あい！がん！）
- ハウス食品のインスタントラーメン「好きやねん」（ 円広志の『大阪BROKEN HEART』を編曲）
- ノーベル製菓VC-3000のど飴（♪なめたらあかんー　♪ヴイシーさんぜんっのどぉーあめー[21]）
- 中山石渠（♪家族っていいな、一緒っていいな、丸くてこんなにあたたかい）
- 三重交通イメージソング「HEARTY TRIP “MIE-KŌTSŪ“」[22]

### ステージ音楽
- OSK日本歌劇団（レビュー in KYOTO Ⅲ[23]、大阪松竹座『春のおどり』桜彦翔る![24]など）
- 大阪松竹座 桂米朝追善芝居「地獄八景亡者戯」（2016年2月）
- クールジャパンパーク大阪会場記念公演・歴史歌劇『霧のかなたに』 | OSK日本歌劇団OG | 2019年4月

### スポーツ音楽
- 世界水泳選手権シンクロナイズドスイミング日本代表（フリールーティンデュエット、2002年）
- サッカープロリーグJリーグJ1セレッソ大阪の盆踊り用『セレッソ音頭』（歌は成世昌平）[25][26]

### その他
市町村歌など
- 高槻市イメージソング『卯の花のように』（市制50周年記念。歌は島田歌穂）

それ以外
- 百貨店「大丸」の本店（心斎橋店）
- スーパー・キョーエイ＊KYOEI